# (23476) 1990 VE4
1990 في إي 4 (ويعرف أيضًا باسم (23476) 1990 في إي 4 وفق تسمية الكوكب الصغير) (بالإنجليزية: 1990 VE4)‏ هو كويكب ضمن حزام الكويكبات؛ وترتيبه 23476 من حيث الاكتشاف.
اكتُشف هذا الجُرم الفلكي بواسطة تاكيشي أوراتا ‏ في 15 نوفمبر 1990.

## وصلات خارجية
- (23476) 1990 VE4 في قاعدة بيانات مختبر الدفع النفاث لأجرام النظام الشمسي الصغيرة

- الاكتشاف · مخطط المدار ·  العناصر المدارية · المعلمات المادية

- (23476) 1990 VE4 على موقع ويكي سكاي: DSS2, SDSS, GALEX, IRAS, Hydrogen α, X-Ray, Astrophoto, Sky Map, Articles and images